# Фузине
Фузи́нэ (итал. Fusine) — коммуна в Италии, в провинции Сондрио области Ломбардия.
Население составляет 657 человек (2008 г.), плотность населения составляет 18 чел./км². Занимает площадь 37 км². Почтовый индекс — 23010. Телефонный код — 0342.

## Демография
Динамика населения: